# Babīte (novads)
Babīte est un novads de Lettonie, situé dans la région de Vidzeme. En 2009, sa population est de 8 865 habitants.